# Lemurosaurus pricei
Lemurosaurus pricei (лат.) — вид небольших и примитивных терапсид из зоны Cistecephalus Южной Африки.

## Описание и систематика
Описан на основе плохо сохранившегося черепа с нижней челюстью Робертом Брумом в 1949 году. Длина черепа 10 см, общая длина 50 см.
Китчинг ошибочно указывает, что Lemurosaurus характерен для зоны Dicynodon. Сигонье-Расселл и Смит и Кейсер правильно относят голотип рода к отложениям, содержащим фауну зоны Cistecephalus. Хотя точное место находки второго экземпляра неизвестно, большинство пород в этой области соответствуют зоне Cistecephalus.

## Этимология
Название «лемурозавр» означает «ящер-лемур».